# 星を求めて
「星を求めて」（ほしをもとめて）は、結城アイラの8作目のシングル。2010年10月27日にLantisから発売された。

## 概要
前作「LAMENT〜やがて喜びを〜」から3ヶ月ぶりのリリースとなる2010年3作目のシングル。表題曲はOVA『装甲騎兵ボトムズ Case;IRVINE』エンディングテーマとして起用された。

## 収録曲
1. 星を求めて [5:11] 
  - 作詞：畑亜貴、作曲：黒須克彦、編曲：虹音
2. Chivalry story [4:40] 
  - 作詞・作曲・編曲：大野宏明
3. 星を求めて（INST）
4. Chivalry story （INST）